# Новоусадські Виселки
Новоуса́дські Ви́селки (рос. Новоусадские Выселки, ерз. Новоусадские Выселки) — село у складі Єльниківського району Мордовії, Росія. Входить до складу Новодівиченського сільського поселення.
Населення — 94 особи (2010; 129 у 2002).
Національний склад (станом на 2002 рік):
- росіяни — 84 %